# Корінчук Олена Миколаївна
Оле́на Микола́ївна Корінчу́к (Пащенко) (* 1991) — українська ковзанярка, входила до складу збірної України з шорт-треку.

## З життєпису
2007 року стала чемпіонкою України (дистанція 1000 метрів)
Брала участь в першому етапі Кубка світу-2012 з шорт-треку у Канаді.
Через травми (подвійний перелом ноги) — не брала участі в ЧС-2013.
В лютому 2015 на Чемпіонаті України здобула срібні медалі — дистанція 1500 м і 1000 м серед жінок. На дистанції 500 метрів- перша сходинка.
Учасниця Чемпіонату світу з шорт-треку-2015 у Москві.
На етапі Кубку світу-2013 Калгарі встановила рекорд України на 1000 метрів.
2017 року завершила активну спортивну кар'єру, вийшла заміж, народила дитину